# Лупулов, Виктор Михайлович
Виктор Михайлович Лупулов (24.09.1914, ст. Ново-Товолжская Воронежской губернии — 1982, Москва) — советский инженер, учёный, лауреат Сталинской премии.

## Биография
Окончил 4 курса МВТУ и двухгодичные курсы при МАИ.
В 1947—1977 гг. работал в Радиотехническом институте (РТИ): начальник конструкторского отдела (1951), начальник НИО по конструированию аппаратуры (1970).
Сталинская премия 1951 г. — за участие в создании ускорителя заряженных частиц — фазотрона на энергию 680МэВ.
Государственная премия СССР 1967 г. — за участие в создании РЛС «Днестр».
Награждён двумя орденами Трудового Красного Знамени (1945, 1955).